# 왁스 (가수)
왁스(Wax, 본명: 조혜리, 1972년 5월 31일 ~ )는 대한민국의 가수이며 며 밴드 '도그(DOG)' 시절부터 사용한 "조혜리"란 이름을  사용하기도 했다.

## 학력
- 등촌여자중학교 (졸업)
- 덕원여자고등학교 (졸업)
- 인천전문대학 영어과 전문학사 (졸업)
- 경희대학교 국제캠퍼스 포스트모던음악학과 (졸업)

## 생애
- 1998년에 "도그(Dog)"라는 밴드에서 리드 보컬로 활동하였고, 도그(Dog) 해체 후 솔로로 전향했다.[4]
- '윤을 내다'라는 뜻의 wax처럼 '가요계에서 반짝반짝 윤을 내라'라는 뜻으로 왁스(Wax)를 자신의 예명으로 정하여, 2000년 말 1집을 내고 솔로 활동을 시작했다.[5] 타이틀곡인 〈엄마의 일기〉는 1998년 선생님 사랑해요 오락실 호기심 세곡의 히트곡을 부르며 큰 사랑을 받은 세자매 밴드 한스밴드가 부른 〈어머니의 일기〉를 메이크한 애절한 발라드곡으로, 배우 하지원, 김영애가 뮤직 비디오에 출연했다. 이어 신디 로퍼(Cyndi Lauper)의 〈쉬 밥〉을 더욱 신나는 분위기로 번안한 후속곡, 〈오빠〉로 인기를 끌었다. 소속사의 '얼굴 없는 가수' 기획 때문에, 하지원이 뮤직 비디오는 물론이고 초반 음악방송 무대에서 이 곡을 립싱크로 대신 불러, 화제가 되기도 했다. 이로 인해 한동안 왁스와 하지원을 동일인으로 보는 오해가 있었다.
- 2001년, 2집 타이틀 곡 〈화장을 고치고〉로 각종 음악 프로그램의 1위를 차지하는 등 최고의 인기를 누렸다. 그 이후로도 〈머니〉, 〈부탁해요〉 등의 히트곡을 남겼다.

- 2007년 10월, 왁스는 자신의 노래를 토대로 제작된 창작 뮤지컬 《화장을 고치고》에서 주인공 혜리 역을 맡으면서 배우로서 데뷔하였다.[6]

## 음반
| 년도 | 이름                                                            |
| 2000 | 1집 - wax                                                       |
| 2001 | 2집 - Wax 02                                                    |
| 2002 | 3집 - Wax 3                                                     |
| 2003 | 4집 - Wax 4                                                     |
| 2005 | 5집 - Wax 5                                                     |
| 2006 | 6집 - Wax 6                                                     |
| 2008 | 7집 - 여자는 사랑을 먹고                                        |
| 2009 | 8집 - Always You                                                |
| 2010 | 9집 - Fall In...                                                |
| 2012 | 10집 - Now & Forever                                            |
| 2014 | 11집 - Spark                                                    |
| 2015 | D/S(디지털 싱글) - 내 맘 같지 않아 D/S(디지털 싱글) - 바람 시계 |
| 2018 | 미니 - My Romance                                               |
| 2019 | 싱글 - 겨울인듯 추워                                            |
| 2020 | 싱글 - 집으로 데려다 줘                                         |

### OST
- 《두 여자 OST》 (2010년)
- 《빛과 그림자 OST Part 2》 (2012년)
- 《바보엄마 OST Part 1》 (2012년)
- 《보고싶다 OST Part 1》 (2012년)
- 《칼과 꽃 OST Part 1》 (2013년)
- 《기황후 OST Part 2》 (2013년)
- 《엄마 OST Part 4》 (2016년)
- 《SKY 캐슬 OST Part 5》 (2018)

#### 컴필레이션
| 년도        | 이름                                |
| 2004 ~ 2005 | Wax Best of Best - Best Day & Night |
| 2004        | The Selection Of Wax                |

### 해외 음반
| 년도 | 이름                  |
| 2002 | 02 (Overseas Version) |

## 가수 외 활동

### 영화
- 《자전차왕 엄복동》 (2019년) - (특별출연) 정여사 역

### 드라마
- 2020년 채널A 《터치》 - (특별출연)

### 뮤지컬
- 2007년 뮤지컬 《화장을 고치고》

### 예능
- 2015년 MBC 《미스터리 음악쇼 복면가왕》 - 나 오늘 감 잡았어 (27회 방송분 출연, 1라운드)
- 2016년 SBS 《런닝맨》 - 292회
- 2018년 JTBC 《투유 프로젝트 - 슈가맨 2》
- 2019년 XtvN 《플레이어》 - 《뽕짝 스타 K》- 트로트 듀엣 가요제 (19회 방송분 출연)
- 2025년 KBS2 《오래된 만남 추구》

## 수상 내역
- 2001년 : KBS 가요대상 올해의 가수, MBC 10대 가수 가요제 10대가수, m.net 최우수 뮤직비디오
- 2002년 : 제17회 골든 디스크 본상
- 2003년 : SBS 가요대전 발라드 부문상, 코리안 뮤직 어워드(KMA) 올해의 가수상, 제18회 골든 디스크 본상
- 2009년 : 경희대학교 예술디자인대학 공로상

### 가요 프로그램 1위
| 연도            | 수상 내역 (총 11회) |
| --------------- | --- |
| 2001년 (총 9회) | - 화장을 고치고 (총 9회) - 10월 12일 KMTV 《쇼 뮤직탱크》 1위 - 10월 13일 MBC 《음악캠프》 1위 - 10월 19일 KMTV 《쇼 뮤직탱크》 1위 (2주 연속) - 10월 20일 MBC 《음악캠프》 1위 (2주 연속) - 10월 26일 KMTV 《쇼 뮤직탱크》 1위 (3주 연속) - 10월 27일 MBC 《음악캠프》 1위 (3주 연속) - 10월 28일 SBS 《인기가요》 1위 - 11월 2일 KMTV 《쇼 뮤직탱크》 1위 (4주 연속) - 11월 9일 KMTV 《쇼 뮤직탱크》 1위 (5주 연속, 최강자) |
| 2002년 (총 2회) | - 부탁해요 (총 2회) - 9월 8일 SBS 《인기가요》 1위 - 9월 15일 SBS 《인기가요》 1위 (2주 연속) |

## 같이 보기
- K-pop
- K-rock